# City of Brisbane
City of Brisbane – miasto właściwe i obszar samorządu lokalnego w metropolii Brisbane, w stanie Queensland, w Australii. Położone nad Pacyfikiem, jest najludniejszym miastem Australii według granic administracyjnych, z liczbą ludności na poziomie 1,3 mln mieszkańców. Jest centralną częścią metropolii Brisbane zamieszkanej przez 2,7 mln mieszkańców, będącą trzecią co wielkości metropolią w kraju. Miasto jest także częścią aglomeracji South East Queensland zamieszkiwanej przez 4 mln osób.

## Geografia

### Położenie
Brisbane leży na wschodnim wybrzeżu, nad Morzem Koralowym Oceanu Spokojnego. Większa część miasta leży bezpośrednio nad Zatoką Moreton, u ujścia rzeki Brisbane. 

### Klimat
Brisbane leży w strefie klimatu subtropikalnego, z całorocznym okresem z letnimi temperaturami. Średnia temperatura roczna wynosi 26 °C w ciągu dnia i 16 °C w nocy. Najchłodniejszym miesiącem jest lipiec ze średnią temperaturą około 21–22 °C w dzień i 9–10 °C w nocy. Najcieplejszymi miesiącami są styczeń i luty ze średnią temperaturą 29–30 °C w dzień i 21 °C w nocy. Średnia opadów w skali roku wynosi ok. 1000 mm, najobfitszy w opady jest okres od grudnia do marca. 
| Miesiąc | Sty  | Lut  | Mar  | Kwi  | Maj  | Cze  | Lip  | Sie  | Wrz  | Paź  | Lis  | Gru  | Roczna |
| --- | ---- | ---- | ---- | ---- | ---- | ---- | ---- | ---- | ---- | ---- | ---- | ---- | ------ |
| Średnie temperatury w dzień [°C]                                                                                     | 29,2 | 29,1 | 28,0 | 26,0 | 23,6 | 21,3 | 21,0 | 22,0 | 24,2 | 25,4 | 27,0 | 28,2 | 25,4   |
| Średnie dobowe temperatury [°C]                                                                                      | 25,3 | 25,2 | 23,9 | 21,3 | 18,3 | 16,1 | 15,1 | 16,0 | 18,6 | 20,6 | 23,6 | 24,2 | 20,6   |
| Średnie temperatury w nocy [°C]                                                                                      | 21,4 | 21,2 | 19,8 | 16,5 | 13,0 | 10,8 | 9,2  | 9,8  | 12,9 | 15,8 | 18,3 | 20,2 | 15,7   |
| Opady [mm] | 126  | 135  | 112  | 73   | 98   | 68   | 28   | 37   | 33   | 75   | 91   | 120  | 1016   |
| Średnia liczba dni z opadami                                                                                         | 12,1 | 12,7 | 13,5 | 10,7 | 9,6  | 9,0  | 6,8  | 5,2  | 6,0  | 8,7  | 10,3 | 11,5 | 116    |
| Średnie usłonecznienie [h]                                                                                           | 267  | 235  | 233  | 237  | 239  | 198  | 239  | 270  | 267  | 270  | 273  | 264  | 2989   |
| Źródło: Bureau of Meteorology (liczba dni z opadami dla wartości 0,1 mm, wysokość 5 m n.p.m., nad zatoką, 1994-2020) |      |      |      |      |      |      |      |      |      |      |      |      |        |

| Miesiąc | Sty  | Lut  | Mar  | Kwi  | Maj  | Cze  | Lip  | Sie  | Wrz  | Paź  | Lis  | Gru  | Roczna |
| --- | ---- | ---- | ---- | ---- | ---- | ---- | ---- | ---- | ---- | ---- | ---- | ---- | ------ |
| Średnie temperatury w dzień [°C]                                                                                          | 30,4 | 30,1 | 29,1 | 27,2 | 24,5 | 22,0 | 21,9 | 23,4 | 25,6 | 27,1 | 28,3 | 29,6 | 26,6   |
| Średnie dobowe temperatury [°C]                                                                                           | 26,1 | 25,8 | 24,7 | 22,3 | 19,2 | 17,0 | 16,2 | 17,1 | 19,8 | 21,7 | 23,5 | 25,0 | 21,4   |
| Średnie temperatury w nocy [°C]                                                                                           | 21,6 | 21,4 | 20,2 | 17,4 | 13,9 | 11,8 | 10,4 | 10,9 | 13,9 | 16,5 | 18,8 | 20,5 | 16,4   |
| Opady [mm] | 138  | 185  | 132  | 61   | 71   | 61   | 29   | 34   | 29   | 88   | 96   | 129  | 1012   |
| Średnia liczba dni z opadami                                                                                              | 11,9 | 13,6 | 14,8 | 11,4 | 9,7  | 9,5  | 7,7  | 5,8  | 7,4  | 10,3 | 10,6 | 12,7 | 125    |
| Źródło: Bureau of Meteorology (liczba dni z opadami dla wartości 0,1 mm, wysokość 8 m n.p.m., 15 km od zatoki, 1999-2022) |      |      |      |      |      |      |      |      |      |      |      |      |        |

## Demografia
City of Brisbane jest bardzo szybko rozwijającym się miastem. Na początku XXI wieku populacja liczyła 873 780 mieszkańców, w 2010 roku przekroczyła milion mieszkańców, natomiast w 2023 roku przekroczyła 1,3 miliona mieszkańców.